# 李伍
李伍（1914年—1980年4月21日），原名李春秋，曾用名李少庭，广东潮州刘察巷人，中央廣播事業局副局长。

## 生平
有四个哥哥。受大哥李春涛、堂哥柯柏年（原名李春蕃）、三哥李春霖（曾任红四方面军政治部秘书长，红西路军政治部秘书长，1937年4月在河西走廊安西县红柳园战斗牺牲）、四哥李春鍏的影响，1927年参加革命。1928年逃往上海，从此改名李伍。1938年在延安抗大入党。  
1954年3月3日至1957年2月兼任中央广播事业局广播技术人员训练班主任（为中国传媒大学的前身）。 1959年4月13日北京广播学院建院筹备委员会成立，中央广播事业局副局长李伍任筹委会主任。

## 纪念
2011年1月，其父母家的刘察巷15号作为“李春涛烈士故居（柯柏年故居）”，被潮州市人民政府批为市级文物保护单位。